# Семерджієво
Се́мерджієво (болг. Семерджиево) — село в Русенській області Болгарії. Входить до складу общини Русе.

## Населення
За даними перепису населення 2011 року у селі проживали 1045 осіб.
Національний склад населення села:
| Національність   | Кількість осіб | Відсоток |
| ---------------- | -------------- | -------- |
| турки            | 662            | 65,7%    |
| болгари          | 285            | 28,3%    |
| цигани           | 26             | 2,6%     |
| інша             | 19             | 1,9%     |
| не визначились   | 16             | 1,6%     |
| Всього відповіли | 1008           |          |

Розподіл населення за віком у 2011 році:
Динаміка населення: